# 2,5-Di-tert-pentylhydrochinon
2,5-Di-tert-pentylhydrochinon ist eine chemische Verbindung aus der Gruppe der Phenole.

## Gewinnung und Darstellung
2,5-Di-tert-pentylhydrochinon kann durch Friedel-Crafts-Alkylierung von Hydrochinon mit Iosamylen gewonnen werden.

## Eigenschaften
2,5-Di-tert-pentylhydrochinon ist ein weißer bis gelblicher Feststoff, der praktisch unlöslich in Wasser ist.

## Verwendung
2,5-Di-tert-pentylhydrochinon wird als Antioxidans für Polymere verwendet.